# Jean-Baptiste Ouédraogo
Jean-Baptiste Ouédraogo (30 giugno 1942) è un politico e militare burkinabé.

## Biografia
È stato Capo di Stato dell'Alto Volta (attuale Burkina Faso) dal novembre 1982, quando ha ottenuto il potere tramite un colpo di Stato, fino all'agosto 1983.
È stato deposto da un altro colpo di Stato guidato da Thomas Sankara.
Fu rilasciato dalla detenzione nel 1985 e riprese il suo lavoro di medico, aprendo una clinica a Somgandé nel 1992: da allora in poi mostrò generalmente scarso interesse a coinvolgersi negli affari pubblici, pur accettando dal 1999 al 2014 la nomina nell'organo consultivo detto "consiglio dei saggi". 
Negli anni recenti ha agito come mediatore tra fazioni politiche opposte, anche se al suo ritorno alla professione di medico aveva dichiarato che non avrebbe avuto un ruolo attivo in politica: nel novembre 2012 pronunciò un discorso, a nome suo e di Saye Zerbo, esprimendo preoccupazione per quanto l'amministrazione del Burkina Faso fosse diventata corrotta negli anni precedenti e accusando i leader del paese di inazione sul punto.
All'inizio del 2014 Ouédraogo cercò una composizione tra il presidente Compaoré e i gruppi di opposizione mentre le tensioni tra di loro aumentavano drammaticamente. Tuttavia, l'arbitrato fallì ad aprile e Compaoré, in seguito, abbandonò il paese. Quando, nel settembre 2015, fu tentato un colpo di stato, a Ouédraogo fu chiesto di mediare e di ottenere un rilascio di ostaggi. In seguito l'esercito si oppose al colpo di stato e Ouédraogo fu tra gli autori degli appelli al leader del golpe, Gilbert Diendéré, per arrendersi, offrendosi come garante della sua incolumità. Dopo aver cercato rifugio presso l'ambasciata vaticana, Diendéré è stato effettivamente consegnato alle autorità del governo di transizione del Burkinabé da Ouédraogo, che ha lo ha scortato in custodia presso la base della gendarmeria nella capitale.
Nell'aprile 2017 Ouédraogo e diverse altre figure pubbliche di livello nazionale hanno incontrato i leader della Coalition for Democracy and National Reconciliation, una coalizione di opposizione formata dai sostenitori di Compaoré, per discutere la riconciliazione politica.
Nel 2020 ha pubblicato un libro di memorie intitolato Ma part de vérité.